# Rudulph Evans

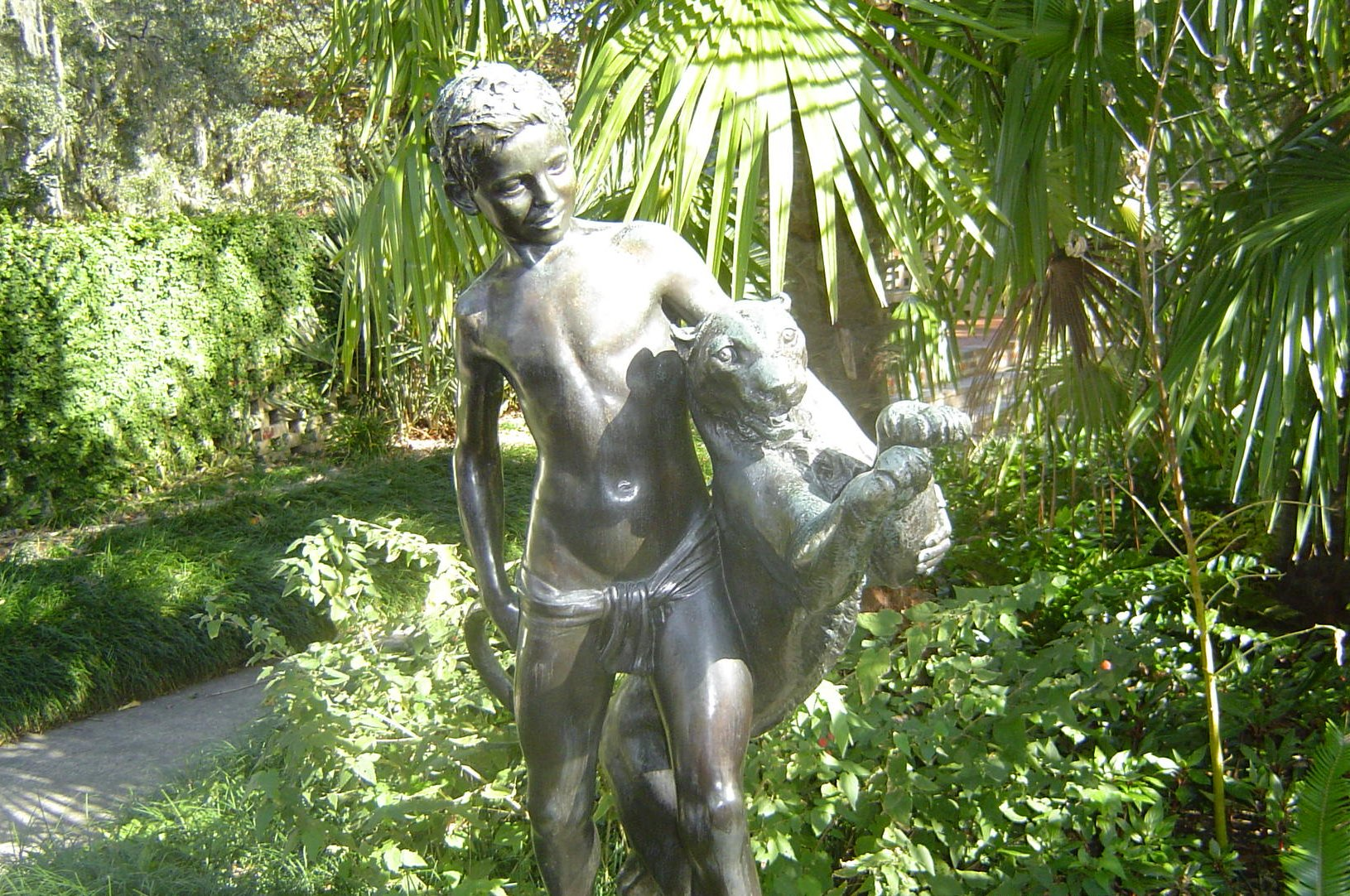
Jongen met panter door Rudulph Evans (gebaseerd op Rudyard Kiplings Mowgli) in Brookgreen Gardens, South Carolina.

Rudulph Evans (Washington D.C., 1 februari 1878 - ?, 16 januari 1960) was een Amerikaans beeldhouwer.
Evans studeerde aan de École des Beaux Arts in Frankrijk en keerde in 1900 naar Amerika terug. Hij begon een studio in New York en verhuisde in 1949 naar zijn geboorteplaats Washington.
Evans maakte het beeld van Thomas Jefferson voor de Jefferson Memorial in Washington (1947). Andere bekende werken van hem zijn de beelden van Julius Sterling Morton (1937) en William Jennings Bryan (1937), voor de National Statuary Hall Collection in het Capitool te Washington. Hij maakte ook het beeld van Robert E. Lee (1932) voor het Capitool van de staat Virginia.